# Lennart Brunnhage
Lennart Brunnhage   (Kungshamn, 25 d'agost de 1915 - Lidingö, 29 de març de 1999) fou un saltador suec que va competir durant la dècada de 1940. Posteriorment exercí d'editor.
El 1948 va prendre part en els Jocs Olímpics d'Estiu de Londres, on fou quart en la prova de palanca de 10 metres del programa de salts.
En el seu palmarès destaca una medalla de plata en la prova de palanca de 10 metres del Campionat d'Europa de natació de 1947. Guanyà dinou campionats nacionals.